# جورما ريسانن
جورما ريسانن (بالفنلندية: Jorma Rissanen)‏ (ولد في 20 أكتوبر 1932) رياضياتي فنلندي وأحد رواد نظرية المعلومات عرف بعمله على ضغط البيانات غير المضيع، حائز على وسام ريتشارد هامينغ في 1993.

## وصلات خارجية
- Professor Jorma Rissanen page at RHUL